# Discovery Channel
O Discovery Channel (tradução literal: Canal Descoberta) é um canal de televisão por assinatura distribuído pela Warner Bros. Discovery destinado a apresentação de documentários, séries e programas educativos sobre ciência, tecnologia, história, meio ambiente e geografia.
Lançado em 17 de junho de 1985 nos Estados Unidos e em 25 de setembro de 1994 no Brasil, o Discovery Channel oferece uma programação de documentários em português, 24 horas por dia, na América Latina, Caribe, Espanha e Portugal. O Discovery Channel é o maior produtor e comprador de documentários do mundo. Sua sede é em Miami, nos Estados Unidos.